# Jose Mari Esparza Zabalegi
Jose Mari Esparza Zabalegi ou José María Esparza Zabalegui, né à Tafalla le 23 novembre 1951 est un écrivain et éditeur basque espagnol de langue basque et espagnole.

## Biographie
Jose Mari Esparza étudie chez les salésiens de Pampelune et s'implique très jeune dans le milieu socioculturel. Il travaille à la fonderie Luzuriaga pendant 20 ans de sa vie, de 17 ans à 37 ans.
Lors des premières élections municipales post-franquiste, il est conseiller municipal de Tafalla avec la liste de "Agrupación Electoral Popular".
Membre fondateur de la maison d'édition Altaffaylla Kultur taldea, il devient directeur, fondateur et éditeur de la maison d'édition Txalaparta. Il écrit de nombreux articles et plusieurs livres, dont Jotas heréticas de Navarra (Tafalla, Altaffaylla, 1988).
En 1994, il publie son cinquième livre Abajo las quintas!: la oposición histórica de Navarra al ejército español, une œuvre remarquée qui rassemble le travail de plusieurs années de recherche sur le rôle et les abus de l'armée espagnole en Navarre. Toujours dans la maison d'édition Txalaparta, il publie en 1995, Potosí: andanzas de un navarro en la guerra de las naciones, un roman historique, situé au XVIe siècle dans la ville bolivienne aurifère de Potosí, berceau inépuisable d'aventuriers. L'histoire suit le parcours de certains chercheurs d'or qui finissent par se retrouver dans les guerres sur le sol américain entre Basques et Castillans, guerre peu connue en dépit de sa férocité.
En 2001, il publie un grand ouvrage sur l'histoire de Tafalla (Tafallaren historioa), illustrée, en quatre volumes, écrits en basque et en castillan et le résultat de 30 années d'étude sur le passé de la ville.
Jose Mari Esparza a écrit des centaines d'articles sur des sujets politiques ou culturels dans des magazines comme Merindad, La Voz de la Merindad, Letras e Ideas et dans différents journaux, principalement Egin et Gara.